# Barrera del Escalda Oriental

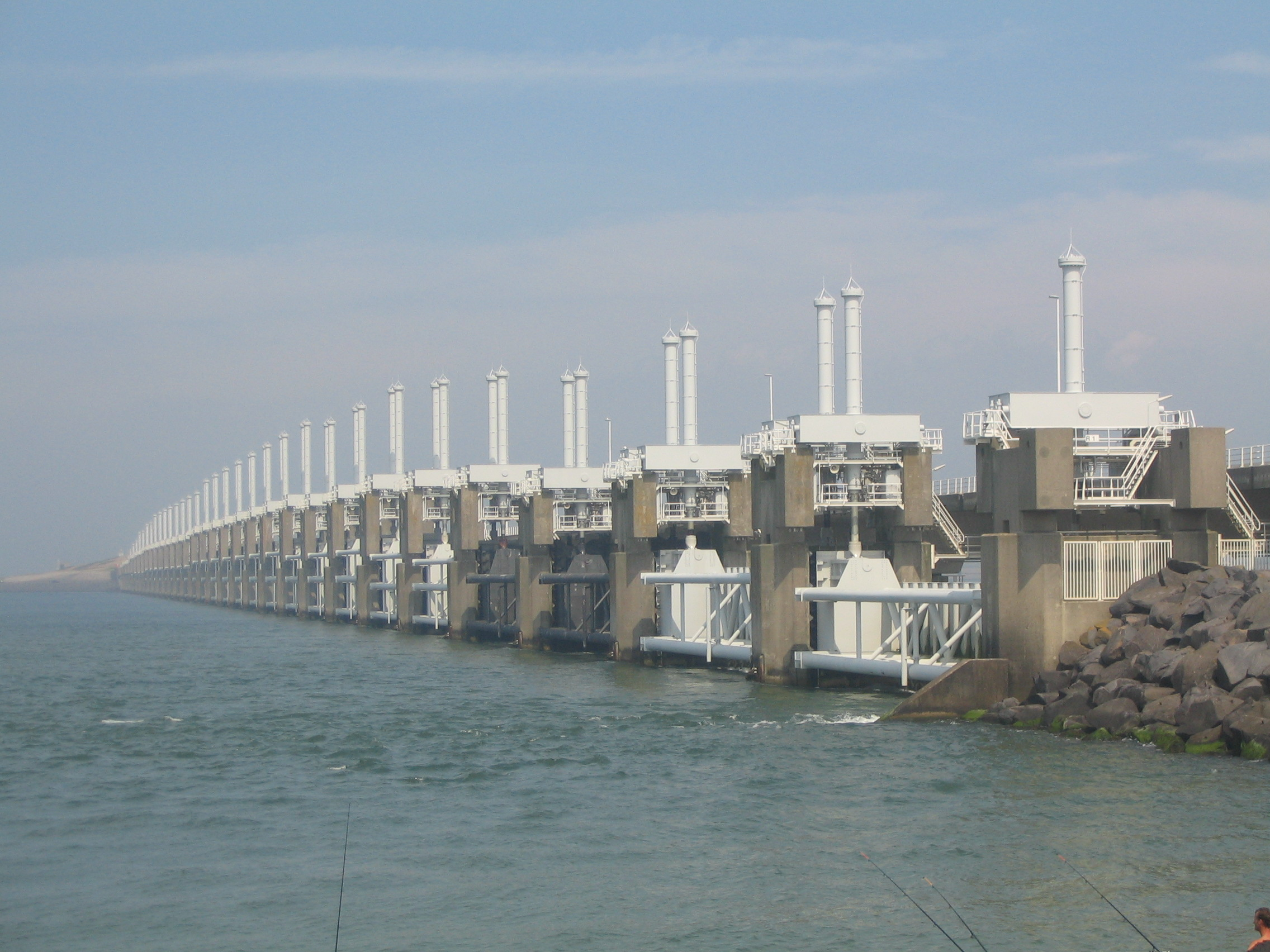
Vista parcial del Oosterscheldekering.

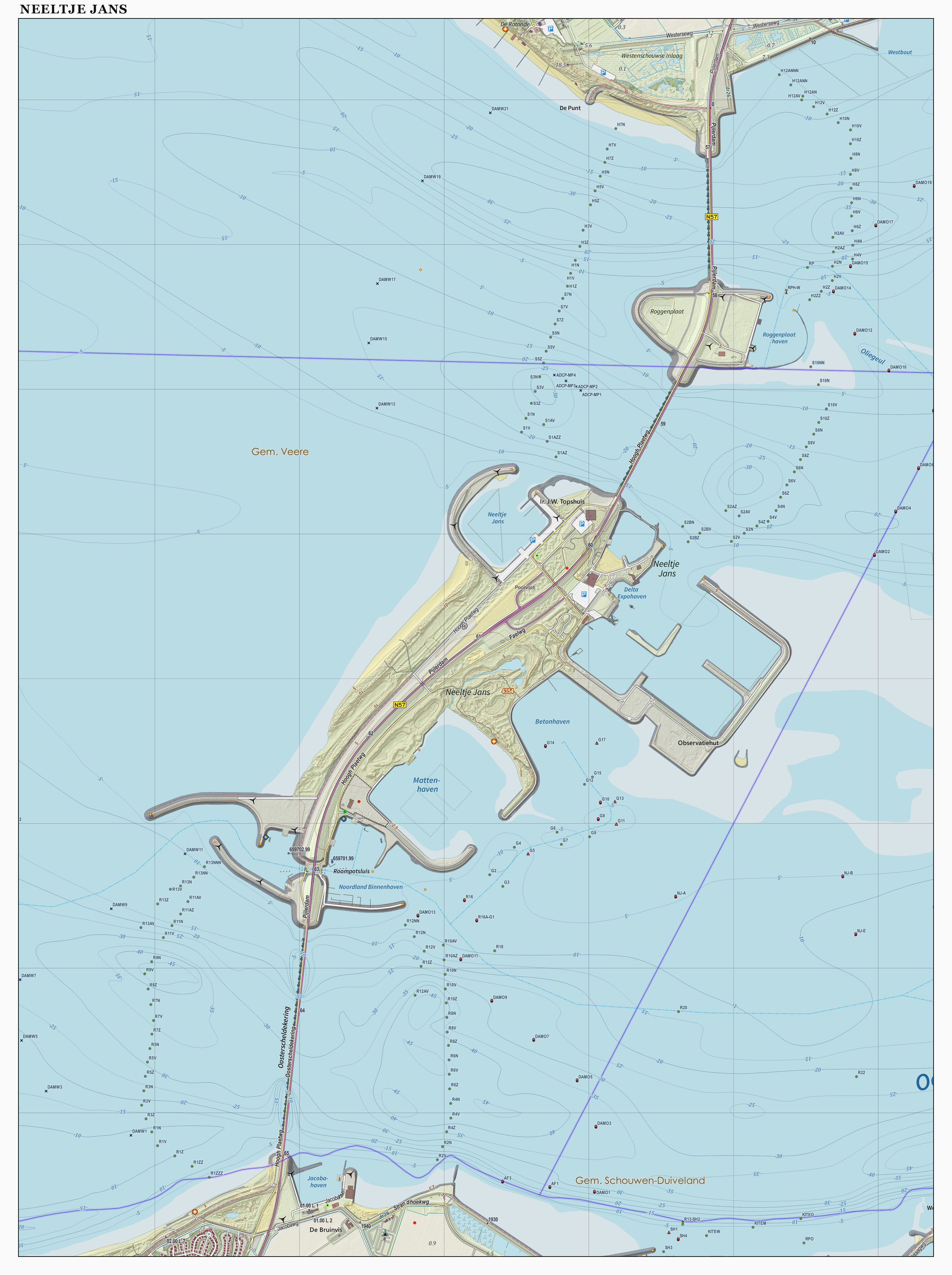
Mapa del Oosterscheldedam, que consiste en cinco secciones: tres barreras móviles y dos islas artificiales.

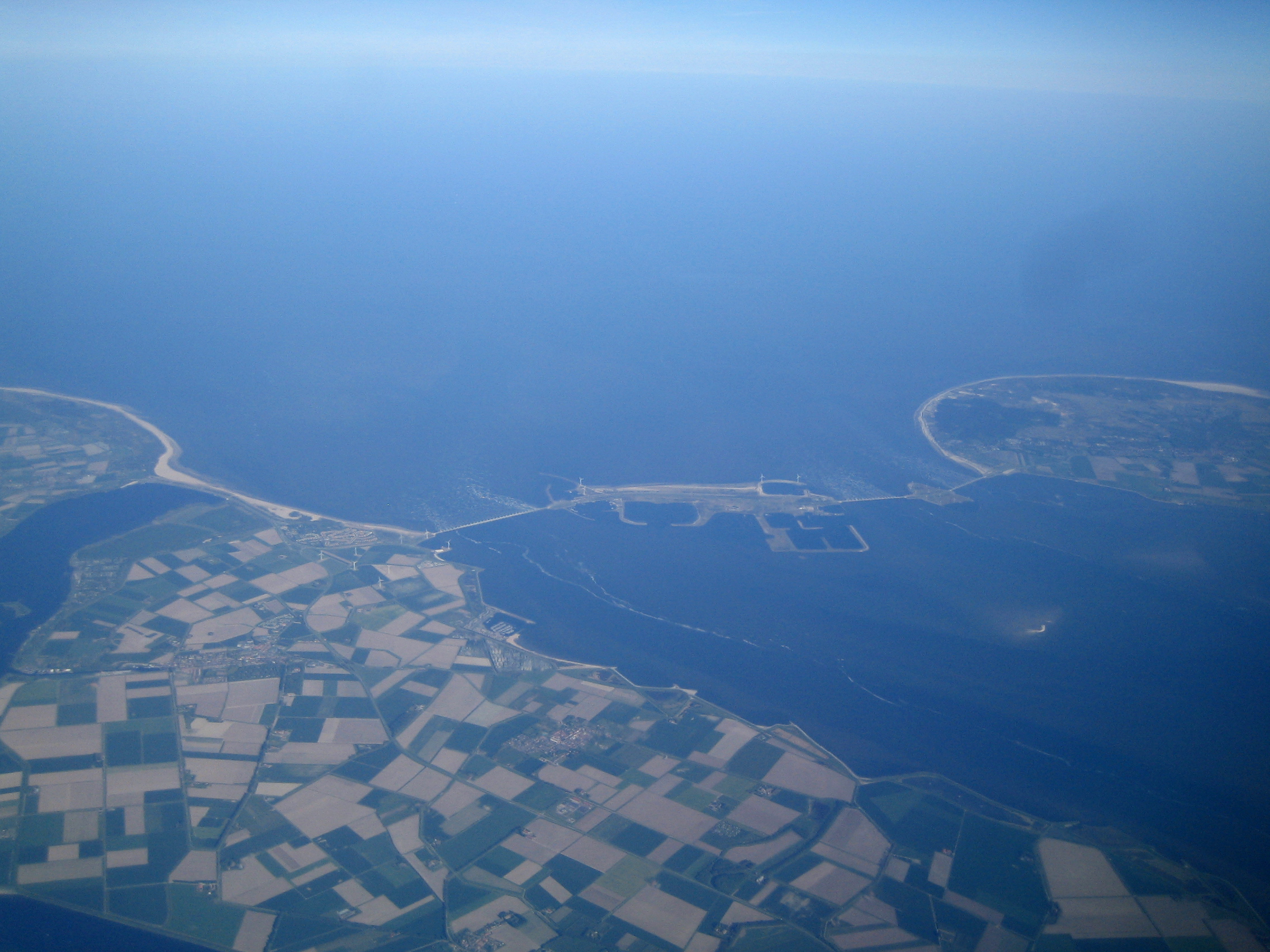
Oosterscheldekering (centro)

El Oosterscheldekering es un extenso dique con una longitud de 8 km que une las islas zelandesas Schouwen-Duiveland y Noord-Beveland, en los Países Bajos. Forma parte del Plan Delta (‘Deltawerken’) que se construyó después de la gran inundación de 1953 y protege el interior de la provincia de Zelanda frente el mar.
Inaugurada en 1987, el Oosterscheldekering es una obra única, considerada en todo el mundo como un proyecto extraordinario en el campo de la protección frente a las aguas. Originariamente se iba a construir un dique cerrado, pero el proyecto levantó mucha polémica porque el agua retenida por el dique terminaría desalinizándose, ocasionando la destrucción de numerosas plantas y animales marinos.
Por esa razón, se optó por un dique que sólo se cerrara en caso de peligro. La zona cerrable tiene una longitud de casi 3 kilómetros y está dividida en 3 compuertas de cierre. El dique se abre y cierra mediante pilares colosales y compuertas deslizantes que se mueven hacia arriba y hacia abajo.
- Datos: Q1893089
- Multimedia: Oosterscheldekering / Q1893089